# Shilabo
Shilabo (Somali Shilaabo; auch Shilavo, Shelabo, Shilabe, Scillave, Chilabo, äthiopisch ሸላቦ) ist ein Ort in der Korahe-Zone der Somali-Region in Äthiopien. Es ist Hauptort der gleichnamigen Woreda Shilabo.
Nach Angaben der Zentralen Statistikagentur Äthiopiens für 2005 hatte Shilabo 7.239 Einwohner. 1997 waren von 4.853 Einwohnern 98,95 % Somali, 51 Einwohner gehörten anderen ethnischen Gruppen an.

## Geschichte
Siad Barre, der Präsident und Diktator Somalias von 1969 bis 1991, wurde womöglich in Shilabo geboren und gab Garbahaarrey in der südsomalischen Region Gedo als Geburtsort an, um in die Kolonialpolizei von Italienisch-Somaliland eintreten zu können.
Nach dem Ogadenkrieg von 1977/78 blieb Shilabo zunächst unter Kontrolle somalischer Truppen, ebenso wie Mustahil, Geladin, Ferfer und weitere Orte.
1982 griffen Soldaten der somalischen Armee zusammen mit Guerillakämpfern der von Somalia unterstützten Westsomalischen Befreiungsfront eine äthiopische Armeeeinheit bei Shilabo an. Daraufhin besetzte die äthiopische Armee zusammen mit der SSDF die grenznahen Orte Balanbale und Galdogob auf somalischem Gebiet.

## Politik
Seit 2007 hat sich der Somali-Region der Konflikt zwischen der separatistischen Ogaden National Liberation Front (ONLF) und der äthiopischen Armee verschärft, Shilabo gehört zu den betroffenen Gebieten. Human Rights Watch zufolge wurden in der Militärbasis von Shilabo Gefangene misshandelt und außergerichtlich hingerichtet, Frauen wurden dort von Soldaten vergewaltigt. In der Umgebung wurden Dörfer zwangsweise geräumt und zum Teil anschließend niedergebrannt.

## Wirtschaft und Infrastruktur
Eine Straße verbindet Shilabo mit Kebri Dehar, zudem hat Shilabo einen Flugplatz. Der Ort verfügt über sehr begrenzte Telefonverbindungen und eine Klinik. Es gibt eine Primarschule und eine weiterführende Schule. Der Markt von Shilabo steht mit demjenigen von Degehabur in Verbindung, ferner auch mit den Märkten von Boosaaso, Burao und Beledweyne in Somalia. Die Menschen in der Umgebung sind größtenteils Nomaden, die von Kamel- und Kleinviehzucht leben. In der Woreda Shilabo liegen die Erdgasfelder von Calub und Hilala.